# Jiří Krpálek
Jiří Krpálek (ur. 16 września 1931 w Brnie, zm. 6 sierpnia 2017) – czeski duchowny rzymskokatolicki, biskup Kościoła podziemnego w Czechosłowacji.
Studiował medycynę, etnografię i teologię. W 1967 roku został wyświęcony na księdza w Görlitz. W 1973 przyjął potajemnie sakrę biskupią z rąk Felixa Davidka.
Był proboszczem parafii rzymskokatolickiej w Kuřimiu. W 2007 został obdarzony przez papieża Benedykta XVI tytułem monsignore.